# Вільна вода
Ві́льна вода́ ( англ. gravity [free] water; нім. freies Wasser n) — підземна вода, яка міститься в гірських породах і перебуває під впливом капілярних і гравітаційних сил.
Капілярна вода заповнює капілярні пори, а при зменшенні вогкості — тільки кути пор в гірських породах. Капілярна вільна вода, пов'язана з рівнем ґрунтових вод, називається капілярно-піднятою, а у відриві від нього — капілярно-завислою водою. Обидва види капілярної вільної води передають гідростатичний тиск і переміщуються під дією сил поверхневого натягу. Капілярно-піднята вода утворює капілярну облямівку, яка постійно відновлюється за рахунок підняття води по капілярах до рівня ґрунтових вод. Капілярне підняття залежить від гранулометричного та мінералогічного складу порід зони аерації, температури води і від інших факторів. Максимальна висота підняття в глинистих породах — 8—10 м, в крупнозернистих пісках — декілька сантиметрів, в гальках та гравії — відсутня.
Капілярно-зависла вода утворюється частіше за все в супісках в основному за рахунок атмосферних опадів. Найбільша кількість цієї води, що утримується породою, відповідає найменшій вологоємності або водоутримуючій здатності породи. Капілярна вода в залежності від складу гірської породи по-різному впливає на зміну фізико-механічних властивостей гірської породи. Як правило, вона призводить до зменшення міцності порід у гірничих виробках. Гравітаційна вода переміщається в гірських породах під дією сили тяжіння та градієнта напору, що виникає як за рахунок різниці гіпсометричних відміток (для верхніх водоносних горизонтів), так і за рахунок різного геостатичного тиску (для глибоких горизонтів). Її вміст залежить від пористості і тріщинуватості гірських порід.
Вміст гравітаційної води в породі визначається як різниця між повною та капілярною вологоємністю. У деяких районах дія вільних вод приводить до розвитку карсту, суфозії, соліфлюкції, пливунів та ін. У областях ведення гірничих робіт це призводить до порушення стійкості бортів кар'єрів і укосів котлованів, підвищеної обводненості виробок, раптових проривів вод і пливунів у гірничих виробках.